# Římskokatolická farnost Vranová Lhota
Římskokatolická farnost Vranová Lhota je jedno z územních společenství římských katolíků v děkanátu Svitavy s farním kostelem svaté Kateřiny.

## Historie farnosti
První zmínka o obci je z roku 1258. O lhotském duchovním patronátě je zmínka v zemských deskách z roku 1507. Lhotská fara zanikla pravděpodobně zároveň s biskupickou katolickou farou v roce 1618. Okolo roku 1630 byl zdejší obvod poprvé přidělen k Městečku Trnávka. Roku 1658, kdy tato fara nebyla obsazena, náležela Lhota do Bouzova, poté byla přidělena k Lošticím, Podruhé se uvádí Lhota pod správou trnavskou v letech 1638–1691. V roce 1691 je podruhé dána pod administraci vyšehorskou, a to do roku 1693, potřetí byla přidělena až do roku 1767 k Trnávce, kdy byla opět lokální kuracie zřízena, a pak v roce 1843 povýšena na faru.
Roku 1712 dal trnavský farář Karel Leopold Svoboda důkladně opravit kostel ve Vranové Lhotě a potom přistavěl novou kapli, která byla zasvěcena svatým Andělům Strážným. Ta zmizela při stavbě kostela roku 1788 a zbyl pouze oltář svatých Andělů strážných. Farní budova byla postavena majitelem panství roku 1792. V roce 1788 byl bývalá kaple svaté Kateřiny rozšířena na kostel takřka v nynější podobě. 

## Duchovní správci
Administrátorem excurrendo od září 2012 je R. D. Mgr. Václav Dolák.

## Bohoslužby
| Kostel                | Místo         | Bohoslužba (den) | Hodina     | Poznámka     |
| --------------------- | ------------- | ---------------- | ---------- | ------------ |
| kostel svaté Kateřiny | Vranová Lhota | neděle čtvrtek   | 8.00 16.00 | Farní kostel |